# Faded (canción de Cascada)
El grupo alemán de eurodance Cascada versionó Faded, que originalmente es de Kate DeArugo. Fue el 3.er sencillo del álbum Perfect Day para Canadá y USA.
En los Estados Unidos fue digitalmente lanzado el 5 de agosto de 2008 y más tarde, el 26 de agosto se lanzó un CD Maxi.. Aunque la canción no recibió mucha atención en las listas, se posicionó el Nº55 en New York's Radio Station Z100's Top Songs of 2008.
La canción también fue lanzada en algunos países europeos como Finlandia y Alemania en descarga digital en 2010.

## Versiones
Estados Unidos
1. "Faded" (Album Version) — 2:50
2. "Faded" (Dave Ramone Electro Club Edit) — 2:57
3. "Faded" (Wideboys Electro Radio Edit) — 2.36
4. "Faded" (Dave Ramone Pop Radio Mix) — 2:54
5. "Faded" (Album Extended Version) — 4:26
6. "Faded" (Dave Ramone Electro Club Extended) — 6:25
7. "Faded" (Wideboys Electro Club Mix) — 6:07
8. "Faded" (Dave Ramone Pop Extended Mix) — 5:51
9. "Faded" (Lior Magal Remix) — 5:27
10. "Faded" (Giuseppe D's Dark Fader Club Mix) — 7:20

Europa
1. "Faded" (Radio Edit) — 2:48
2. "Faded" (Wideboys Radio Edit) — 2:36
3. "Faded" (Extended Mix) — 4:24
4. "Faded" (Dave Ramone Remix) — 5.48

Francia
1. "Faded" (David Ramone Radio Edit) — 2.49

## Posicionamiento en listas
| Chart (2008)                     | Peak position |
| -------------------------------- | ------------- |
| Czech Singles Chart              | 8             |
| U.S. Billboard Hot Dance Airplay | 7             |
| U.S. Billboard Pop 100           | 68            |
| U.S. Billboard Hot 100 Airplay   | 50            |

## Lanzamiento
| País           | Fecha                 |
| -------------- | --------------------- |
| Estados Unidos | 26 de agosto de 2008  |
| Canadá         | 26 de agosto de 2008  |
| Francia        | 27 de octubre de 2008 |